# النصب التذكاري لفيليب ريس
النصب التذكاري لفيليب ريس هو نُصبٌ أنشئ عام 1919م في فرانكفورت بألمانيا؛ وذلك لتكريم مخترع الهاتف فيليب ريس.